# Meisterschaft von Zürich 2002
Il Meisterschaft von Zürich 2002, ottantanovesima edizione della corsa, valido come ottava prova della Coppa del mondo 2002, si svolse il 18 agosto 2002 su un percorso di 236,6 km. Venne vinto dall'italiano Dario Frigo, che terminò in 5h56'54".
Alla partenza erano presenti 183 ciclisti, dei quali 54 completarono la gara.

## Squadre partecipanti
| N.      | Cod. | Squadra                          |
| ------- | ---- | -------------------------------- |
| 1-8     | MAP  | Mapei-Quick Step                 |
| 11-18   | TEL  | Team Telekom                     |
| 21-28   | USP  | US Postal Service                |
| 31-38   | DFF  | Domo-Farm Frites                 |
| 41-48   | COA  | Team Coast                       |
| 51-58   | FAS  | Fassa Bortolo                    |
| 61-68   | C.A  | Crédit Agricole                  |
| 71-78   | CST  | CSC-Tiscali                      |
| 81-88   | ACQ  | Acqua & Sapone-Cantina Tollo     |
| 91-98   | COF  | Cofidis, le Crédit par Téléphone |
| 101-108 | EUS  | Euskaltel-Euskadi                |
| 111-118 | ALS  | Alessio                          |

| N.      | Cod. | Squadra                |
| ------- | ---- | ---------------------- |
| 121-128 | GST  | Gerolsteiner           |
| 131-138 | LOT  | Lotto-Adecco           |
| 141-148 | INA  | Index-Alexia Alluminio |
| 151-158 | LAM  | Lampre-Daikin          |
| 161-168 | PHO  | Phonak Hearing Systems |
| 171-178 | RAB  | Rabobank               |
| 181-188 | SAE  | Saeco-Longoni Sport    |
| 191-198 | TAC  | Tacconi Sport-Emmegi   |
| 201-208 | BAN  | iBanesto.com           |
| 211-218 | ONE  | ONCE-Eroski            |
| 221-228 | SAI  | Saint-Quentin-Oktos    |

## Ordine d'arrivo (Top 10)
| Pos. | Corridore            | Squadra      | Tempo    |
| ---- | -------------------- | ------------ | -------- |
| 1    | Dario Frigo          | Tacconi      | 5h56'54" |
| 2    | Paolo Bettini        | Mapei        | a 1'06"  |
| SQ   | Lance Armstrong      | US Postal    | s.t.     |
| 4    | Massimiliano Gentili | Acqua & S.   | s.t.     |
| 5    | Carlos Sastre        | CSC-Tiscali  | s.t.     |
| 6    | Michele Bartoli      | Fassa B.     | s.t.     |
| 7    | Davide Rebellin      | Gerolsteiner | s.t.     |
| 8    | Oscar Camenzind      | Phonak       | s.t.     |
| 9    | Ivan Basso           | Fassa B.     | s.t.     |
| 10   | Laurent Dufaux       | Alessio      | s.t.     |